# 比奇普 (亞利桑那州)
比奇普（英語：Peach Pu）是位於美國亞利桑那州皮馬縣的一個非建制地區。該地的面積和人口皆未知。

## 地理
比奇普的座標為32°03′39″N 112°19′01″W / 32.06083°N 112.31694°W，而該地的平均海拔高度為590米（即1936英尺）。